# Iglesia de Santa Catalina (Monroy)
La iglesia de Santa Catalina es el templo parroquial católico de la villa española de Monroy, en la provincia de Cáceres. Es un edificio del siglo XV bajo la advocación de Santa Catalina de Alejandría.
Es conocida por ser la sede de la fiesta de Las Purificás, considerada una de las celebraciones de las Candelas mejor conservadas de la provincia, que se celebra anualmente el 2 de febrero en torno a la imagen de la Virgen del Rosario. Entre los bienes muebles del edificio destaca su retablo mayor, del siglo XVII y compuesto casi exclusivamente por pinturas.

## Localización
Se ubica en el extremo oriental del casco antiguo de la villa, en la entrada a la localidad desde la carretera provincial CC-47, que une este templo con la carretera autonómica EX-390. Al sureste de la iglesia, la carretera CC-47 se prolonga en la calle Juan Casares, que junto con la avenida de la Constitución forma la principal vía urbana de la villa. Al suroeste del templo sale la calle Nueva, que lleva a la Plaza Mayor de la localidad, en la cual se encuentra el castillo de Monroy, principal monumento del municipio. Al oeste de la iglesia salen dos callejones que dan acceso al casco antiguo de la villa.

## Historia y descripción
Está datada la actual iglesia de finales del siglo XV, aunque seguramente se reconstruyó sobre otra más antigua, cuando con fecha del 11 de agosto de 1371 la población obtuvo el título de villa gracias a un privilegio del rey Enrique II de Castilla. El interior consta de una sola nave, con arcos de diafragma que la dividen en cuatro tramos, la cabecera de la iglesia se encuentra ocupada por la capilla mayor de planta cuadrada y con bóveda de crucería estrellada. Presenta en el exterior una portada de arco de medio punto con columnas clasicistas de fuste liso en ambos lados que terminan en candeleros. Sobre la puerta se encuentra una ventana por la que entra la ilumación interior al coro y adorna la fachada diversos esgrafiados de traza geométrica. Tiene una torre de dos cuerpos realizada en mampostería al lado de la Epístola, realizada en 1603 y que se encuentra sobre la capilla bautismal.

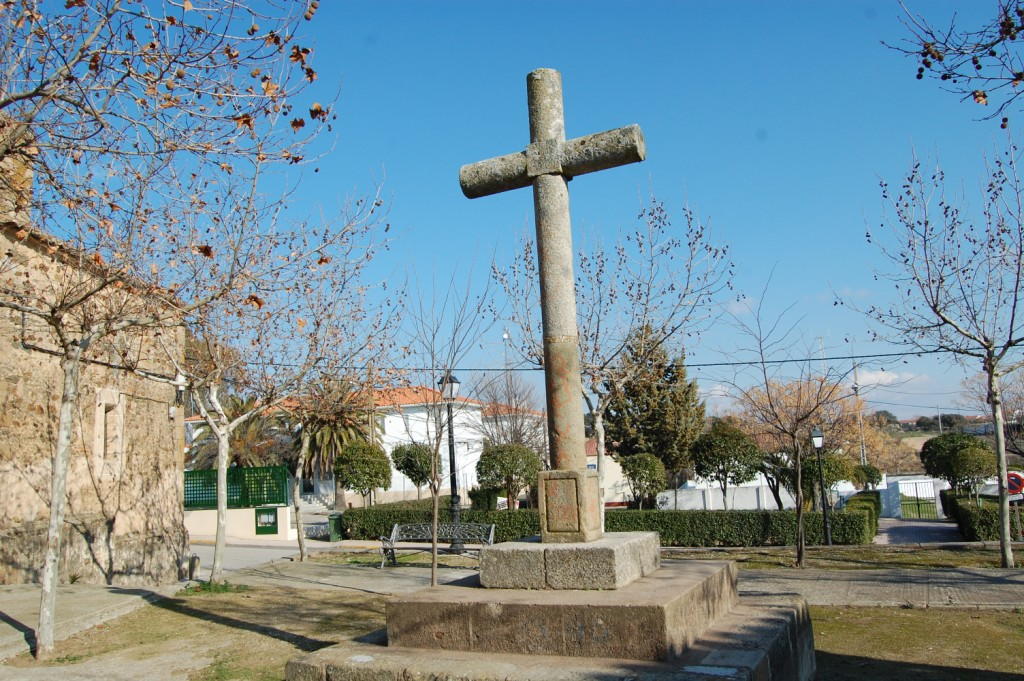
Cruz en el jardín de la iglesia, en el lado de la Epístola

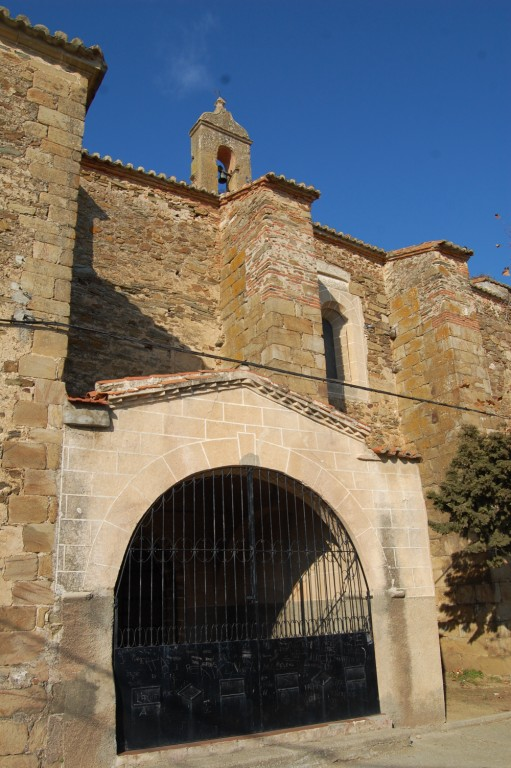
Puerta de la Epístola, que da acceso al jardín

Según un inventario del año 1547 del archivo parroquial de Monroy, en el Libro de Cuentas de Fábrica aparece la mención sobre un antiguo retablo de más de doscientos:

Un rretablo de cinco órdenes, de madera de talla, pintado y dorado y en la orden del medio la ymagen de Nuestra Señora y Sancta Catherina de bulto.

 Este retablo fue restaurado en varias ocasiones, hasta que se habló de su sustitución por otro en 1608, aunque el concejo de Monroy solicitaba que no se realizara:

...porque de presente la dicha yglesia no tiene necesidad de hacer el dicho retablo ny otra obra, porque como se a estado más de ducientos años con el que tiene se puede pasar muy bien con él hasta que vengan mejores años...
Archivo Histórico Provincial de Cáceres. Sección de Protocolos, legajo 2557. 20 de enero de 1608.

 Finalmente fue realizado el nuevo retablo.
En el año 1550 se emprendieron numerosas reparaciones en el templo además de añadir obras nuevas como la tribuna del coro a los pies de la iglesia, realizada por el maestro portugués Pedro Gómez a quien se le encargó también la realización de una nueva sacristía, iniciando estos trabajos en 1560 y que fue finalizada en 1562. Esta tribuna consta de tres arcos de medio punto apoyados sobre columnas-pilares con ménsulas decoradas con ornamentación vegetal de orden corintio.

## Uso actual
Desde el punto de vista eclesiástico, el templo es sede de una parroquia que abarca el municipio de Monroy, dependiente del arciprestazgo de Mirabel en la diócesis de Plasencia. Esta parroquia posee la singularidad de tener una única ermita a su cargo en una zona en la que suele haber varias ermitas en cada municipio: la ermita de Santa Ana, construida en el siglo XIX a las afueras de la villa.
Además de las funciones habituales de una parroquia, el templo es también la sede de la festividad más representativa de la villa: Las Purificás, celebración local de la fiesta de las Candelas que tiene lugar el día 2 de febrero en torno a la imagen de la Virgen del Rosario y que atrae numerosos visitantes. La parroquia alberga además una Semana Santa con cuatro cofradías, en las cuales procesionan como cofrades la tercera parte de los habitantes de la villa: estas cuatro cofradías están dedicadas al Cristo del Calvario, Virgen de los Dolores, Nazareno y Santo Sepulcro. La Semana Santa monroyega comienza con las procesiones previas del Viernes de Dolores y Domingo de Ramos, continúa con procesiones diarias a partir del Miércoles Santo y finaliza el día de Pascua con una procesión del Encuentro en la plaza mayor, en la que también sale la Virgen del Rosario.
Las normas subsidiarias urbanísticas del municipio protegen el edificio como monumento de relevancia local, con un nivel de protección urbanística integral, señalándose en dichas normas que es uno de los dos principales "hitos urbanos" a conservar en la villa, junto con el castillo de Monroy.